# Papp János (színművész, 1919–1979)
Papp János (1919. február 4. – 1979. szeptember 28.) színész, súgó.

## Élete
Katonatiszt volt a Horthy-hadseregben, majd 1945-ben amerikai hadifogságból történő hazatérése után azonnal leszerelték. Utána mint lovas katonatiszt a Magyar Filmgyártó Vállalat filmjeinek lovas jeleneteinél közreműködött mint lovas kaszkadőr, majd megismerkedve a színészi pályával kisebb szerepeket is játszott több magyar filmben. (pl. Különös házasság, 1949, Gábor diák, 1955, A kőszívű ember fiai, 1963) 
1963-tól a Nemzeti Színház súgójaként dolgozott 1979-ben bekövetkezett haláláig. Munkájával kiérdemelte a „súgókirály” elnevezést.[forrás?]